# Myrteta
Myrteta là một chi bướm đêm thuộc họ Geometridae.